# 그리스-프랑스 관계
그리스-프랑스 관계는 그리스와 프랑스 사이의 양국 관계를 가리킨다. 그리스가 독립한 지 3년이 지난 1833년 프랑스와의 외교 관계가 본격적으로 시작하였으며, 그리스 독립 전쟁에 영향을 받은 것으로 나와 있다. 그리스가 프랑코포니의 정회원국 자격권도 가지고 있으며 양국 관계는 이탈리아, 독일, 터키 등 주변국과 달리 외교 관계가 아주 좋은 것으로 나와 있고, 양국 상주공관은 프랑스 측은 아테네에 대사관을, 테살로니키에는 총영사관을 각각 둔 반면, 그리스 측은 파리에 대사관
을, 마르세유에 총영사관을 각각 두고 있지만 모나코도 겸임한다. 또한 유엔, EU, NATO 등도 모두 가맹된 상태이기도 하지만, 1973년 6월 25일 정식으로 가입한 유럽 안보 협력 기구의 정회원으로도 등록 및 서명된 것으로 나와 있다. 끝으로 그리스에서는 프랑스어가 주요 외국어로도 지정된 상태이기도 하며, 양국 모두 통화를 유로존 국가에 속하고 있기 때문에 유로라는 통화를 안심하고 이용할 수 있는 장점이 있으며, 향후 그렉시트가 성립된 뒤에는 유로라는 통화를 그리스에서 이용할 수 없게 될 가능성이 있다. 주요 유명 인사로는 그리스인 아버지와 프랑스인 어머니를 둔 벨기에 태생의 영화 감독인 아녜스 바르다가 대표적이다. 그리스와 프랑스 양국은 2021년 9월, 제3국 간의 전쟁이 발생될 때 상대국으로부터의 군사 원조와 관련된 군사 협정을 체결하였다.